# مشرق أذكار (ويلميت، إلينوي)
مشرق أذكار هو معبد بهائي في ويلميت، إلينوي. وهو ثاني معبد بهائي على الإطلاق، ولا يزال أقدم معبد قائم. وهو واحد من ثمانية معابد قارية، شيدت لخدمة أمريكا الشمالية.
صمم المعبد من قبل المهندس المعماري الفرنسي الكندي لويس بورجوازي (1856-1930)، الذي تلقى ملاحظات التصميم من عبد البهاء خلال زيارة إلى حيفا في عام 1920. على الرغم من أن عبد البهاء شارك في مراسم وضع حجر الاساس في عام 1912، بدأ البناء بشكل جدي في 1920 وتأخر خلال الكساد الكبير والحرب العالمية الثانية. عاد البناء مرة أخرى في عام 1947، وفتح المعبد في حفل عام 1953. وفي عام 1978، أُضيف إلى السجل الوطني للأماكن التاريخية.
تتسع القاعة لـ1192 زائرًا. بشكل عام، لا يُسمح بالتصوير بالفيديو أو التصوير الفوتوغرافي أو أي نشاط آخر غير متوافق مع التأمل الهادئ في القاعة. تقام برامج السمة التعبدية (جلسات الدعاء) من تأمل وقراءة الأدعية والمناجاة يوميًا الساعة 9:15 صباحًا و 12:30 مساءً.